# إيمة مصفرة
إيمة مصفرة (الاسم العلمي: Imma lutescens) هي نوع من الحشرات تتبع جنس الإيمة من فصيلة الإيميات.